# Bains arabes de Palomares del Río
Les bains arabes de Palomares del Rio sont, avec les bains de la reine maure, les seules infrastructures de ce type conservées dans la province de Séville. Leur localisation rurale et leur excellent état de conservation leur donnent une grande valeur. La zone archéologique déterminée par le Conseil de Gouvernement de la Junte de l'Andalousie inclut les installations thermales et d'autres éléments dans une surface de 30 000 m2 en prévision de nouvelles fouilles et découvertes comme celles réalisées à la suite de travaux sur la route régionale entre Palomares del Río et Gelves.
Le bain public ou hammam est daté entre les XIIe et XIIIe siècles. La partie conservée est une salle rectangulaire de 8 m × 4 m couverte d'une voûte. Les thermes étaient constitués d'un vestibule, d'un frigidarium, d'un tepidarium et d'un caldarium. La décoration intérieure d'origine a pu être à base d'arabesques, bien que les enduits et peintures récentes empêchent de le confirmer. Ses petites dimensions concordent avec les descriptions du chroniqueur de l'époque al-Idrisi, qui note l'existence de petites installations thermales dans les environs du el Aljarafe.
La zone archéologique inclus d'autres restes, dont un puits qui fonctionnait avec une noria pour pomper l'eau. L'existence d'une auberge intacte de 8 m × 4 m dans la zone archéologique est probable mais non confirmée. Sa conservation serait dû à la forte sédimentation du terrain.